# James M. Cavanaugh

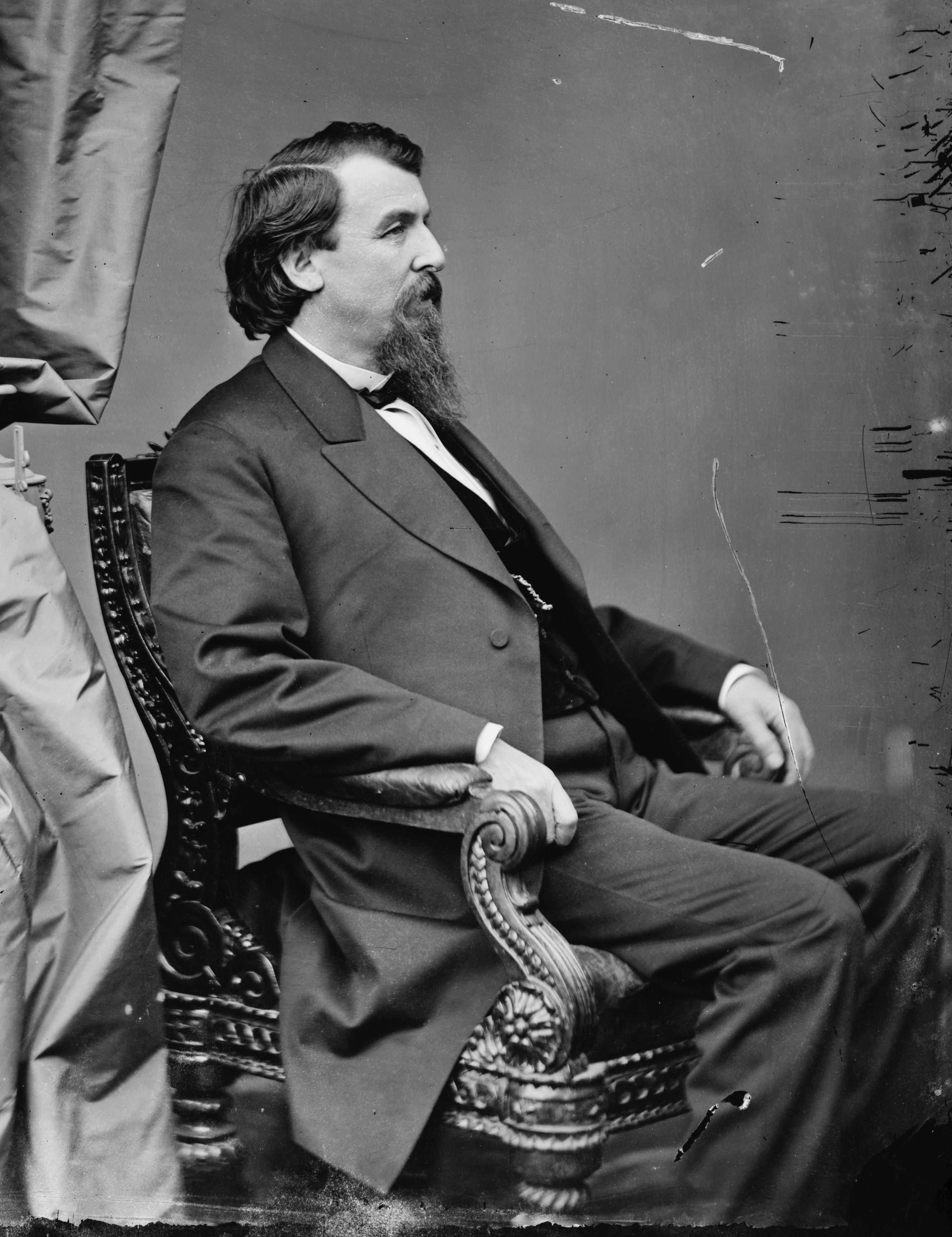
James M. Cavanaugh

James Michael Cavanaugh (* 4. Juli 1823 in Springfield, Massachusetts; † 30. Oktober 1879 in Leadville, Colorado) war ein US-amerikanischer Politiker. Zwischen 1858 und 1859 vertrat er den Bundesstaat Minnesota im US-Repräsentantenhaus. Zwischen 1867 und 1871 war er auch Delegierter für das Montana-Territorium im Kongress.

## Frühe Jahre
James Cavanaugh genoss eine akademische Ausbildung und arbeitete dann in der Zeitungsbranche. Nach einem Jurastudium und seiner 1854 erfolgten Zulassung als Rechtsanwalt begann er in Davenport in Iowa in seinem neuen Beruf zu arbeiten. Noch im selben Jahr zog er nach Chatfield im Fillmore County im Minnesota-Territorium, wo er ebenfalls als Rechtsanwalt arbeitete.

## Politische Laufbahn
Cavanaugh wurde Mitglied der Demokratischen Partei. Nachdem Minnesota als Bundesstaat den Vereinigten Staaten beigetreten war, wurde James Cavanaugh als erster Abgeordneter aus dem 1. Wahlbezirk des neuen Staates in das US-Repräsentantenhaus gewählt. Dieses Mandat übte er zwischen dem 11. Mai 1858 und dem 3. März 1859 aus. Bei den Kongresswahlen des Jahres 1858 wurde er von William Windom, dem Kandidaten der Republikanischen Partei, geschlagen.
Im Jahr 1861 zog Cavanaugh in das Colorado-Territorium, wo er ebenfalls als Anwalt tätig war. In seiner neuen Heimat engagierte sich James Cavanaugh aber auch im Bergbau. Im Jahr 1865 war er Delegierter auf einer Konferenz, die an einer Staatsverfassung für den späteren Staat Colorado arbeitete. Im Jahr 1866 zog er in das Montana-Territorium. Dort wurde er als Nachfolger von Samuel McLean erneut in das US-Repräsentantenhaus entsandt. In dieser Kammer des Kongresses vertrat er zwischen dem 4. März 1867 und dem 3. März 1871 die Interessen seiner neuen Heimat. Dort ist er im Jahr 1868 mit einer rassistischen Rede gegen die Indianer aufgefallen, in der er sinngemäß sagte, es gebe keine guten Indianer, es sei denn, diese seien tot. Da Montana damals noch nicht Bundesstaat der USA war, hatte Cavanaugh im Kongress kein Stimmrecht. Im Jahr 1870 bewarb er sich erfolglos um eine erneute Nominierung für dieses Amt.

## Weiterer Lebenslauf
Nach dem Ende seiner politischen Laufbahn zog James Cavanaugh nach New York City, um dort als Rechtsanwalt zu arbeiten. Im Jahr 1879 zog er nach Leadville in Colorado. Dort ist er am 30. Oktober desselben Jahres auch verstorben.